# Pasqual Agramunt
Pasqual Agramunt  (València, 1688 - Madrid, 1738) va ser un teòleg jesuïta, professor i escriptor. Va exercir com a professor de gramàtica i de filosofia als col·legi d'Oriola i de Gandiai València respectivament.

## Obres
- Allegatio Theologica Physico-Polemica pro unione Eucharistica (1732). Aquesta obra rebé l'aprovació de Gregori Maians.